# Michalovská dolina

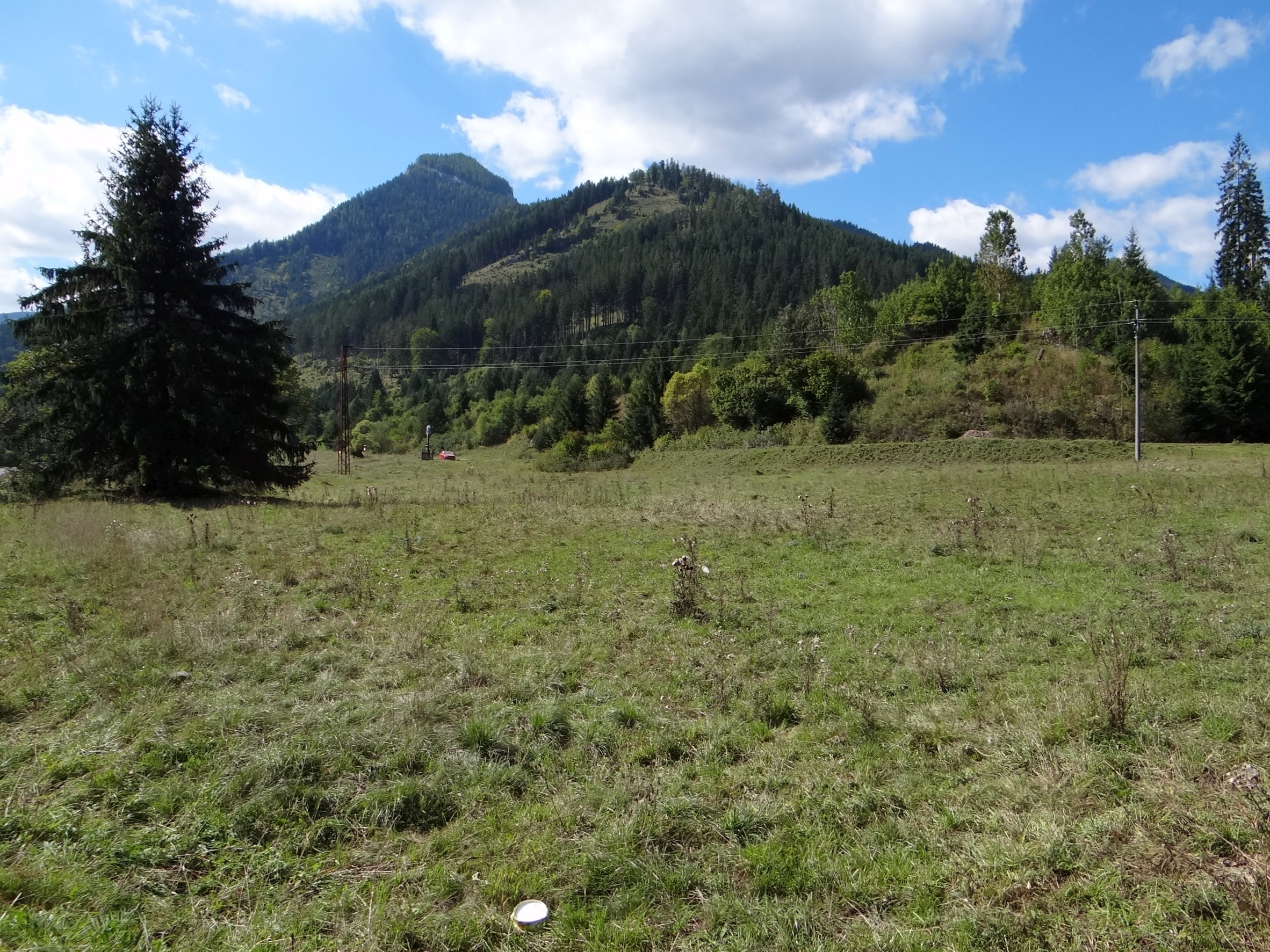
Wylot Michalovskiej doliny

Michalovská dolina (też: Michalova dolina lub Michalovo) – dolina w Niżnych Tatrach na Słowacji. Jest orograficznie lewym odgałęzieniem Bocianskiej doliny, która dzieli Niżne Tatry na dwie części: zachodnią – większą i skupiającą wszystkie szczyty przekraczające 2000 m (Ďumbierske Tatry) oraz wschodnią – niższą i nieco mniej rozległą (Kráľovohoľské Tatry). Michalovská dolina znajduje się w części zachodniej.
Michalovská dolina, wraz z położoną po drugiej stronie koryta rzeki Boca doliną Skribňovo są najbardziej na północ wysuniętymi i najniżej położonymi odgałęzieniami Bocianskiej doliny. Obydwie mają wylot w tym samym miejscu – w niewielkiej i zanikającej osadzie Michalovo. Lewe zbocza Michalovskiej doliny tworzą szczyty Bukovica, Capkovo i Urdanová, zbocza prawe tworzy szczyt Hradište. Dnem doliny spływa Michalovský potok.
Dolina wyżłobiona jest w skałach wapiennych. Wylot i dno dolnej jej części są bezleśne, zajęte przez pola i kilka domków osady Michalovo. Wyżej dolina rozgałęzia się na dwie części. Krótsze, orograficznie lewe odgałęzienie o trawiastym dnie podchodzi pod bezimienną przełęcz między Capkovem i Bukovicą. Orograficznie prawa, dużo dłuższa gałąź Michalovskiej Doliny podchodzi pod Michalovské sedlo (1403 m). Ta gałąź doliny ma charakter ciasnej i porośniętej lasem doliny wciosowej. Jej najwyższa część jest silnie skalista. 
Lewe zbocza doliny oraz cała jej najwyższa część znajdują się w obrębie Parku Narodowego Niżne Tatry.

## Turystyka
Doliną prowadzi szlak turystyczny. Ma swój początek przy przecinającej wylot doliny drodze krajowej nr 72. Jest to długa trasa wiodąca aż na Bocianske sedlo, ale na przełęczy Brtkovica krzyżuje się z innymi szlakami, co daje możliwość kontynuowania wędrówki w różnych kierunkach.
  wylot Michalovskiej doliny – Michalovská dolina – Brtkovica. Odległość 5,3 km, suma podejść 425 m, suma zejść 55 m, czas przejścia 1,40 h (z powrotem 1,20 h).